# 平均自由程
气体分子的平均自由程（英語：mean free path）指气体分子两次碰撞之间经过的路程的统计平均值，一般用{\displaystyle {\overline {\lambda }}\,}表示。例如，在20℃下、标准大气压（101 KPa）下，氮气分子的平均自由程约为60纳米。

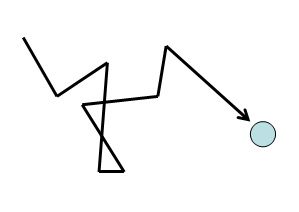
理想气体分子运动示意图

理想气体分子两次碰撞之间做匀速直线运动，类似分子的平均碰撞频率，每两次碰撞之间的路程是由气体分子的自身状态决定的。气体分子的平均自由程与分子的直径或半径、分子数密度成反比。

## 历史
鲁道夫·克劳修斯早在1857年就引入了平均自由程的概念。后来詹姆斯·麦克斯韦在1859年推导出麦克斯韦速度分布律后，推导出了气体分子平均自由程的更为准确的计算公式。

## 推导

### 分子碰撞截面
分子之间发生碰撞，但大多数情况并非发生对心碰撞。两个碰撞的分子根据两者发生碰撞瞬间“对心”的情况，所产生的方向偏离不同。当入射分子的方向和目标分子的质心的垂直距离大于某一确定值时，就不再发生速度偏离。这时的“某一确定值”称为分子有效直径{\displaystyle d\,}。定义分子碰撞截面{\displaystyle \sigma \,}，即在这个圆形截面之外的范围射入的分子都不会发生速度方向偏离。关于这个截面，有以下方程：
{\displaystyle \sigma =\pi d^{2}\,}

### 气体分子间的平均碰撞率
单位时间内气体分子发生的碰撞次数称为平均碰撞频率，一般用{\displaystyle {\overline {Z}}\,}表示，实验结果表示，有以下方程：
{\displaystyle {\overline {Z}}=n\sigma v_{rel}\,}
其中，{\displaystyle n}是气体分子的分子数密度，{\displaystyle v_{rel}\,}是碰撞的相对速率。
由於入射分子和目标分子都在移动，不能够只考虑入射分子的移动速率，必需考虑入射分子对於目标分子的相对速率。如果是同种气体分子，则平均相对速率为
{\displaystyle v_{rel}={\sqrt {2}}{\overline {v}}\,}；
其中，{\displaystyle {\overline {v}}\,}是气体分子平均速率。

### 气体分子的平均自由程的推导
设分子平均速率为{\displaystyle {\overline {v}}\,}，则它在{\displaystyle t\,}时间内走过的平均路程为{\displaystyle {\overline {v}}t\,}；另外，在这段时间内分子发生的平均碰撞次数为{\displaystyle {\overline {Z}}t\,}，故由：
{\displaystyle {\overline {\lambda }}={\frac {{\overline {v}}t}{{\overline {Z}}t}}\,}
当为同种气体分子时，得到
{\displaystyle {\overline {\lambda }}={\frac {1}{{\sqrt {2}}n\sigma }}\,}
应用理想气体定律，可以得到
{\displaystyle {\overline {\lambda }}={\frac {k_{B}T}{{\sqrt {2}}\sigma P}}\,}
其中，{\displaystyle k_{B}\,}是玻尔兹曼常量，{\displaystyle T\,}是温度，{\displaystyle P\,}是压强。

## 自由程的分布

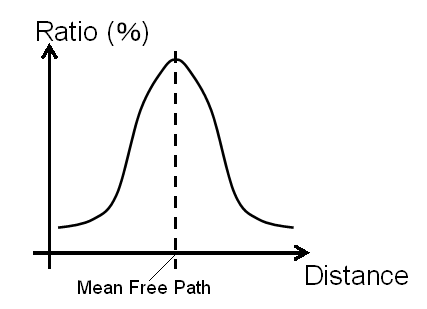
平均自由程分布示意图

自由程从{\displaystyle x\,}到无穷大的分子占分子总数的比例为：
{\displaystyle {\frac {N}{N_{0}}}=exp(-{\frac {x}{\overline {\lambda }}})\,}
自由程在{\displaystyle x\,}与{\displaystyle x+dx\,}范围内的分子占分子总数的比例为：
{\displaystyle -{\frac {dN}{N_{0}}}={\frac {1}{\overline {\lambda }}}exp(-{\frac {x}{\overline {\lambda }}})dx\,}
以上两式中，{\displaystyle N_{0}\,}是碰撞分子总数，{\displaystyle {\overline {\lambda }}\,}是平均自由程。

## 延伸阅读
- David Halliday, Robert Resnick, Jearl Walker. . John Wiley & Sons. : pp. 515–516. ISBN 978-0471105589 （英语）.
- 赵凯华，罗蔚茵. . 高等教育出版社. 2005. ISBN 978-7040176803 （中文（中国大陆））.